# زمین‌لرزه ۲۰۰۸ پنژیهوا
زمین‌لرزه ۲۰۰۸ پنژیهوا در تاریخ ۳۰ اوت ۲۰۰۸ میلادی، ساعت ۰۸:۳۰:۵۴٫۰ به زمان یوتی‌سی در چین رخ داد. ژرفای این زلزله ۱۷٫۰ کیلومتر بود. بزرگی آن ۶٫۰ در مقیاس Mw بدست آمده‌است.
شمار کشتگان نزدیک به ۴۱ نفر گزارش شده‌است.
پروژهٔ جهانی تنسور گشتاور مرکزوار پارامتر زمان مرکزوار زمین‌لرزه را با اختلاف ۳٫۵ ثانیه نسبت به زمان رخداد اشاره شده در بالا و مختصات مرکزوار را در ۲۶°۱۱′شمالی ۱۰۲°۰۲′شرقی / ۲۶٫۱۹°شمالی ۱۰۲٫۰۴°شرقی محاسبه کرد و همچنین، ژرفا در ۲۴٫۱ کیلومتر بدست آمده‌است. در این محاسبات زاویه‌های (راستا، شیب، ریک) گسل سازندهٔ زمین‌لرزه و صفحه عمود بر آن برابر با (°۱۰۰، °۸۶، ° ۱۸۰) یا (°۱۹۰، °۹۰، ° ۴) حاصل شده‌است.